# M1.10 (Joegoslavië)
De M1.10 of Magistralni Put 1.10 was een hoofdweg in de voormalige Socialistische Federale Republiek Joegoslavië, die de stad Smederevo in Servië ontsloot. De weg takte bij Ralja van de M1 af en liep daarna naar Smederevo. 
Na het uiteenvallen van Joegoslavië kwam de weg in het nieuwe land Servië te liggen. De weg behield haar wegnummer en heet nog steeds M1.10.
M1 · 
M1.1 · 
M1.2 · 
M1.3 · 
M1.4 · 
M1.5 · 
M1.6 · 
M1.7 · 
M1.8 · 
M1.9 · 
M1.10 · 
M1.11 · 
M1.12 · 
M1.13 · 
M1.14 · 
M2 · 
M2.1 · 
M2.2 · 
M2.3 · 
M2.4 · 
M3 · 
M3.1 · 
M3.2 · 
M3.3 · 
M4 · 
M4.1 · 
M4.2 · 
M4.3 · 
M5 · 
M6 · 
M6.1 · 
M7 · 
M7.1 · 
M8 · 
M9 · 
M9.1 · 
M10 · 
M10.1 · 
M10.2 · 
M10.3 · 
M10.4 · 
M10.5 · 
M10.6 · 
M10.7 · 
M10.8 · 
M10.9 · 
M10.10 · 
M11 · 
M11.1 · 
M11.2 · 
M12 · 
M12.1 · 
M12.2 · 
M12.3 · 
M13 · 
M14 · 
M14.1 · 
M14.2 · 
M15 · 
M16 · 
M16.1 · 
M16.2 · 
M16.3 · 
M16.4 · 
M17 · 
M17.1 · 
M17.2 · 
M17.3 · 
M18 · 
M18.1 · 
M19 · 
M19.1 · 
M19.2 · 
M19.3 · 
M20 · 
M21 · 
M21.1 · 
M22 · 
M22.1 · 
M22.2 · 
M22.3 · 
M23 · 
M23.1 · 
M24 · 
M24.1 · 
M25 · 
M25.1 · 
M25.2 · 
M25.3 · 
M26 · 
M26.1 · 
M27 · 
M28 · 
M29